# Neil Taylor
Neil John Taylor (Ruthin, Gales, Reino Unido, 7 de febrero de 1989) es un exfutbolista galés que jugaba de defensa y su último equipo fue el Middlesbrough F. C.

## Selección nacional
Debutó con la selección de fútbol de Gales el 23 de mayo de 2010 en un partido amistoso contra la selección de fútbol de Croacia, donde la selección galesa perdió 2 a 0. Jugó 43 partidos internacionales anotando un gol en ellos.

## Clubes
| Club                  | País       | Año       |
| --------------------- | ---------- | --------- |
| Wrexham A. F. C.      | Gales      | 2007-2010 |
| Swansea City A. F. C. | Gales      | 2010-2017 |
| Aston Villa F. C.     | Inglaterra | 2017-2021 |
| Middlesbrough F. C.   | Inglaterra | 2021-2022 |